# Philodromus coachellae
Philodromus coachellae là một loài nhện trong họ Philodromidae.
Loài này thuộc chi Philodromus. Philodromus coachellae được miêu tả năm 1965 bởi Schick.